# Typhochrestus brucei
Typhochrestus brucei là một loài nhện trong họ Linyphiidae.
Loài này thuộc chi Typhochrestus. Typhochrestus brucei được Albert Tullgren miêu tả năm 1955.